# كازوما جينوتشي
كازوما جينّوتشي (陣内一真 جينّوتشي كازوما) هو ملحن ياباني ولد في 26 ديسمبر 1979 في هيروشيما.

## أعماله في السينما الأمريكية
- بوكيمون: المحقق بيكاتشو (موسيقى ثانوية)

## أعماله في الأنمي

### مسلسلات أنمي تلفزيونية
- حشرات الفضاء (بالتعاون مع نوبوكو تودا)
- روبي: مملكة الجليد (بالتعاون مع نوبوكو تودا)

### أنمي الإنترنت
- بوسو شينكي MOON ANGEL
- ألترامان (بالتعاون مع نوبوكو تودا)
- الفرقة المتنقلة المدرعة: إس إيه سي 2045 (بالتعاون مع نوبوكو تودا)
- حرب النجوم: الرؤى ("الجيداي التاسعة"؛ بالتعاون مع نوبوكو تودا)

## أعماله في ألعاب الفيديو
- ميتال غير سوليد: بورتبل أوبس
- ميتال غير سوليد 4: غنز أوف ذا بتريوتس
- ميتال غير سوليد: بيس والكر
- هيلو 4
- هيلو 5: غارديانز
- ريببليك (تحت الاسم المستعار زينك لومون (Zinc LeMone))
- مارفلز آيرون مان في آر
- سكافنجرز